# Барбере-Сен-Сюльпис
Барбере́-Сен-Сюльпи́с (фр. Barberey-Saint-Sulpice) — коммуна во Франции, находится в регионе Шампань — Арденны. Департамент — Об. Входит в состав кантона Труа-4. Округ коммуны — Труа.
Код INSEE коммуны — 10030.
Коммуна расположена приблизительно в 140 км к юго-востоку от Парижа, в 75 км южнее Шалон-ан-Шампани, в 6 км к северо-западу от Труа.

## Население
Население коммуны на 2008 год составляло 1193 человека.
| 1962 | 1968 | 1975 | 1982 | 1990 | 1999 | 2008 |
| ---- | ---- | ---- | ---- | ---- | ---- | ---- |
| 528  | 768  | 756  | 723  | 654  | 766  | 1193 |

## Экономика
В 2007 году среди 729 человек в трудоспособном возрасте (15—64 лет) 572 были экономически активными, 157 — неактивными (показатель активности — 78,5 %, в 1999 году было 70,4 %). Из 572 активных работали 532 человека (286 мужчин и 246 женщин), безработных было 40 (15 мужчин и 25 женщин). Среди 157 неактивных 67 человек были учениками или студентами, 56 — пенсионерами, 34 были неактивными по другим причинам.

## Достопримечательности
- Замок в стиле Людовика XIII (XVI век). Памятник истории с 1930 года[3]
- Церковь Сен-Сюльпис (XII век). Памятник истории с 1925 года[4]
- Водный мост[фр.] через Сену (XIX век). Памятник истории с 1984 года[5]

## Фотогалерея

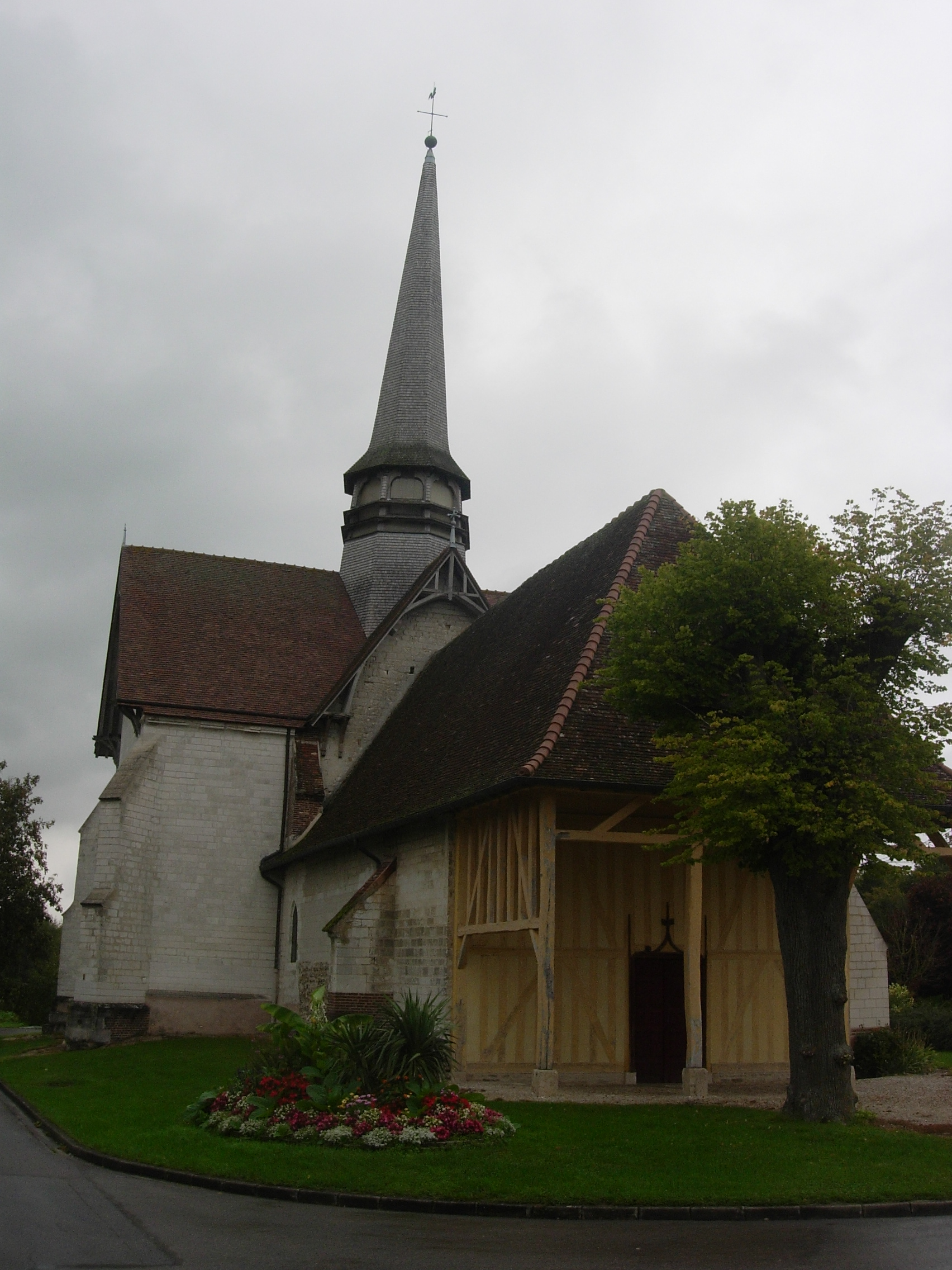
Церковь Сен-Сюльпис
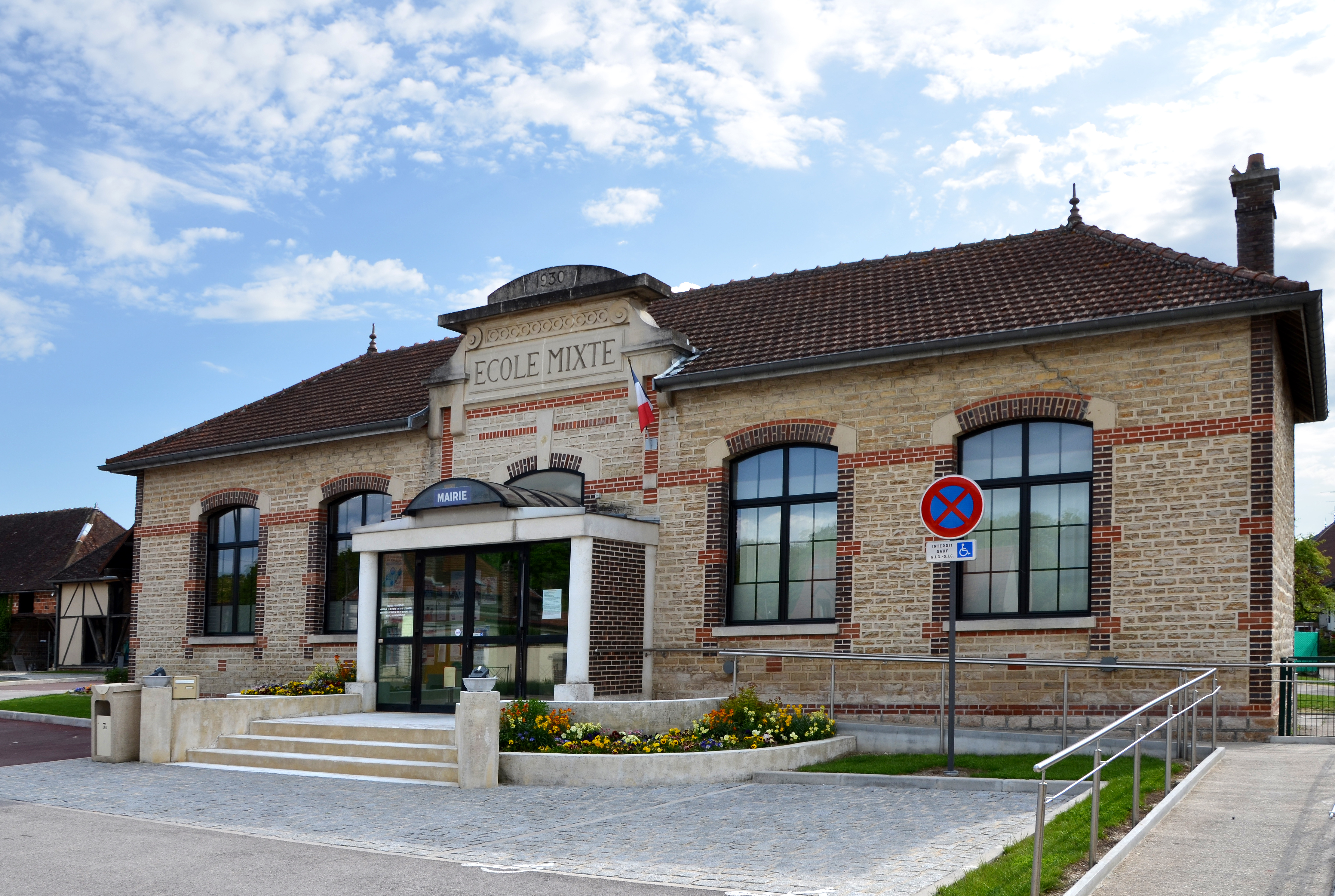
Мэрия
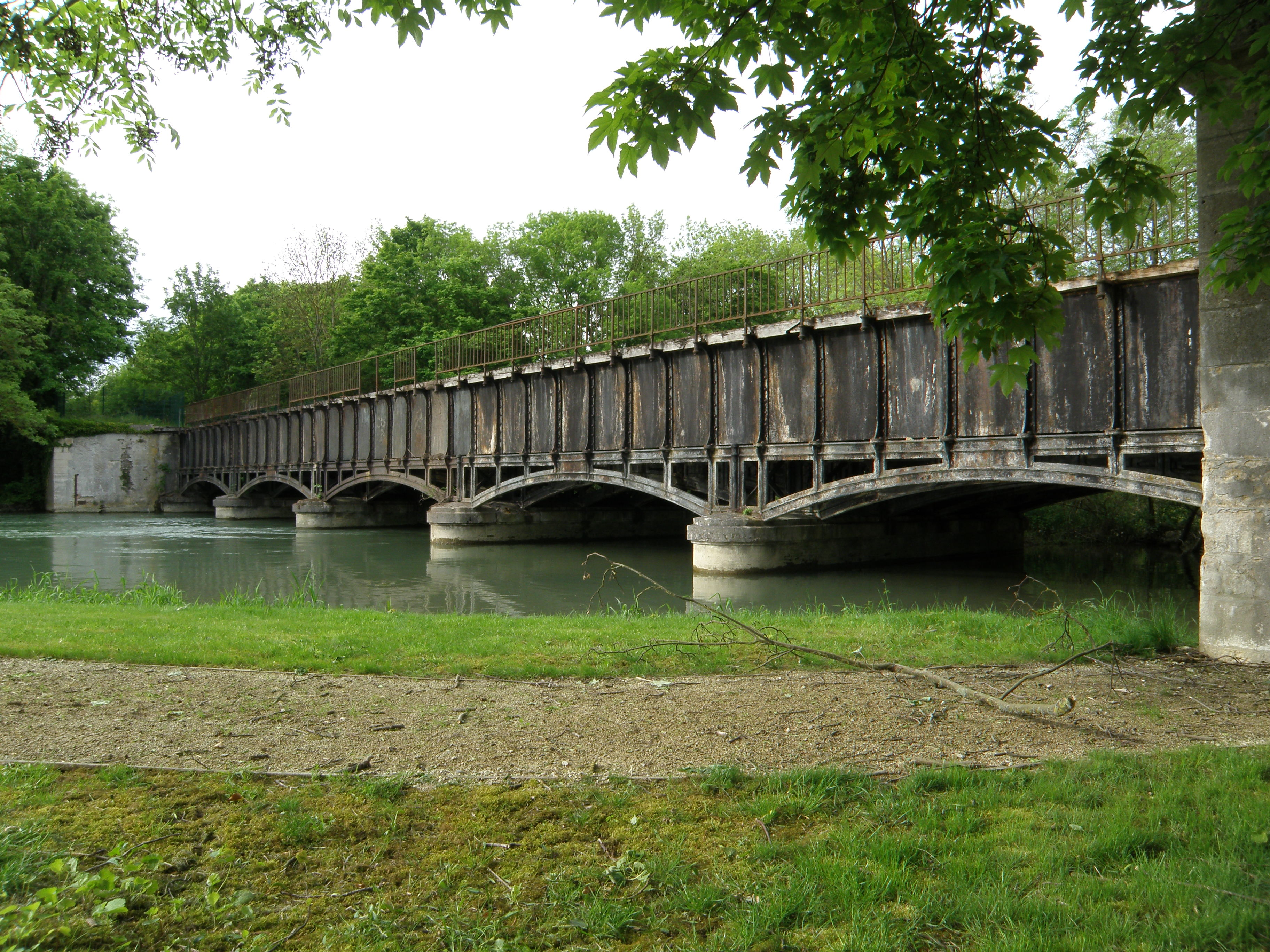
Водный мост
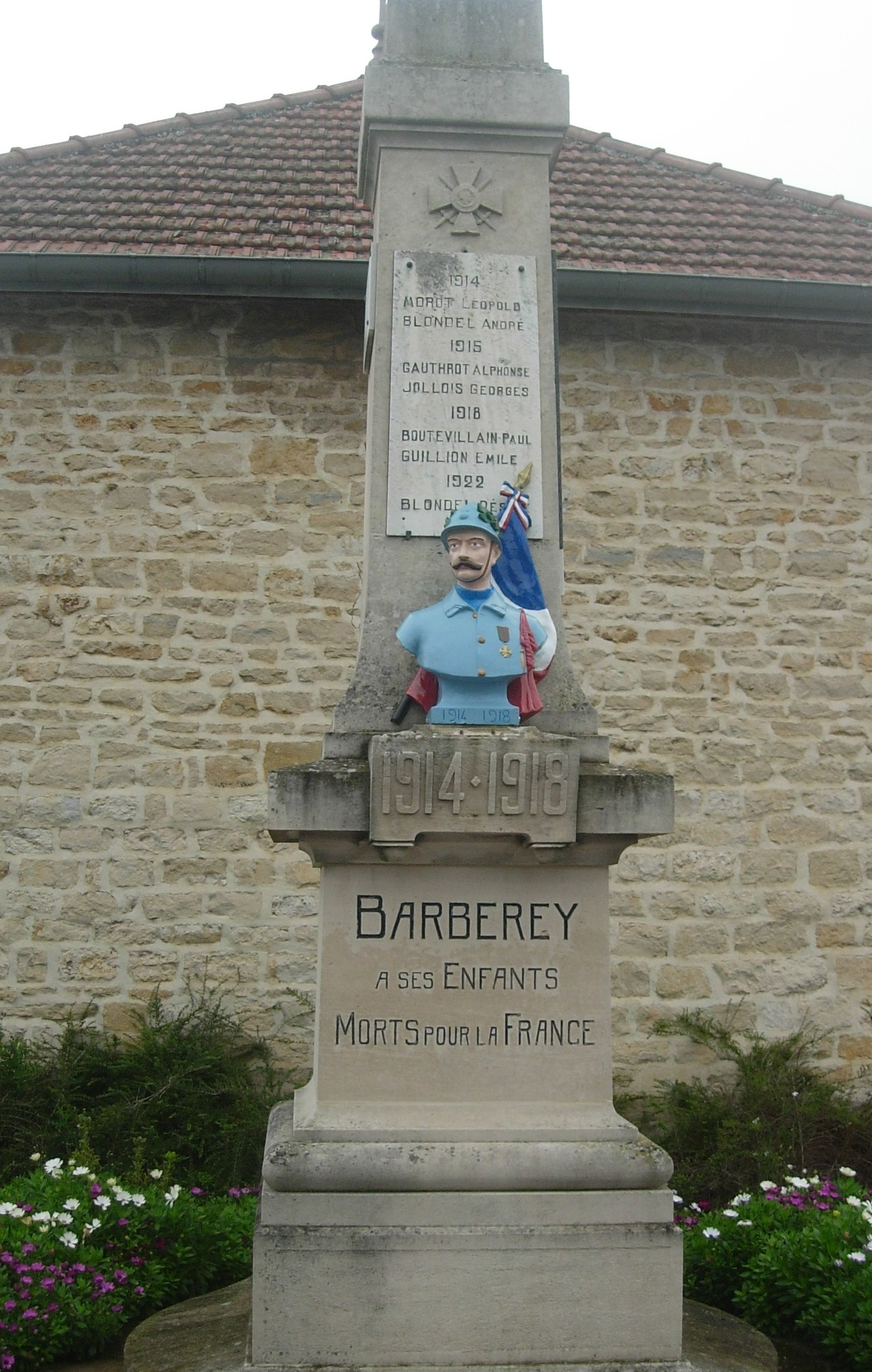
Памятник погибшим в Первой мировой войне